# Solomon’s Key 2
Solomon's Key 2 (яп. ソロモンの鍵2 クールミン島救出作戦 Solomon no Kagi 2: Coolmintō Kyūshutsu Sakusen), известная в Северной Америке как Fire 'n Ice — видеоигра в жанре головоломки, выпущенная Tecmo в 1992 году для Famicom. Игра является приквелом к Solomon's Key. Цель игры состоит в том, чтобы игрок погасил все огни на уровне, чтобы перейти на следующий. Чтобы это сделать нужно создавать лёд или толкать его на пламя. В этой игре также имеется редактор уровней (который может выявить некоторые ошибки, существенно влияющие на игровую механику), но только японская версия позволяет сохранять создаваемые уровни.
В 2003 году в России для ZX Spectrum был выпущен неофициальный порт игры. Он использует сюжет и уровни из оригинальной игры, но с переделанной графикой, которая придерживается ограничений платформы и музыки, взятой из игры Kuru Kuru Kururin. В 2015 году была выпущен ещё один неофициальный порт для Commodore Amiga.

## Сюжет
Следующее взято из инструкции к видеоигре:
Спасение Острова Холодной Мяты:
Это история из давних времён, когда могущественный волшебник Дана был ещё новичком. В море, далеко на севере, был маленький ледяной остров. Он назывался Островом Холодной Мяты (Coolmint Island). На этом прекрасном маленьком ледяном острове было много зимних фей, живущих в мире. 
Но однажды...
Появился злой волшебник Друидл, и распространил огонь на Острове Холодной Мяты! Пламя разлетелось по всему острову, и постепенно лёд начал таять. Маленький остров был в ужасной опасности! Зимние феи были полны решимости сделать что-то, ради спасения своего острова, но они не были достаточно сильны, чтобы противостоять пламени в одиночку. Королева фей знала об опасности, с которой столкнулись зимние феи, поэтому она вызвала волшебника, чтобы тот сразился с пламенем, выпущенным Друидлом.
Королева фей выбрала для защиты острова Дану. Это было огромным сюрпризом для всех. Дана всё ещё был учеником и обладал очень малой магической силой. Но королева знала, что Дана умён и обладает большей храбростью, чем кто-либо другой. Тогда королева дала Дане какую-то особую магию, которую можно было использовать, чтобы потушить злое пламя.
— А что случилось потом, бабушка?
— Ну... вот где начинается приключение Даны.

## Игровой процесс
В этой видеоигре игрок управляет Даной. Цель каждого этапа — потушить все пожары. Огонь гасится либо ударом ледяного блока в пламя, либо его падением сверху. Дана может толкать блоки льда, которые затем будут скользить, пока они не упадут или не ударятся о стену. Самая важная способность Даны — его ледяная магия. Он может создавать и уничтожать ледяные глыбы.

## Персонажи
- Дана — главный герой игры. Он — начинающий волшебник с ледяной магией, которую ему подарила Королева Фей. Он также является главным героем в Solomon's Key, но здесь он обладает другими способностями и имеет другой графический дизайн. Наряд Даны включает в себя зелёную шляпу и рубашку, оранжевую накидку, сапоги и синие брюки. Он также носит с собой ледяную палочку.
- Королева Фей — прекрасный монарх Острова Холодной Мяты. Она наделяет Дану ледяной магией, но не играет значимой роли во внутриигровой истории.
- Друидл — злой волшебник, являющийся антагонистом. Он тот, кто создал пламя, которое должно быть потушено в головоломках игры. Он также является финальным боссом игры.
- Пожилая дама служит рассказчиком, а ее зеленоволосые внуки — зрителями.